# TH-67 克里克教練直升機
TH-67 克里克教練直升機（英語：Creek)是一款美國陸軍的教練直升機，用於訓練新手飛行員。其命名保持美軍以美洲原住民命名的傳統，源於克里克人。

## 參考

## 用戶
美国
美國陸軍
於1993年購買137架206B-3，並改裝成TH-67。目前陸軍共有181架，其中121架是VFR，60架是IFR
 中華民國
中華民國陸軍航空特戰指揮部
於1996年引進30架TH-67，其中10架為TH-67IFR，20架為TH-67VHR。

## 型號
- TH-67 VFR

訓練目視飛行的版本
- TH-67 IFR

訓練儀器飛行的版本

## 外部連結
- https://www.navair.navy.mil/product/UH-72-Lakota-TH-67-Creek （页面存档备份，存于）
- http://www.mdc.idv.tw/mdc/army/TH67.htm （页面存档备份，存于）
- https://etanks.pixnet.net/blog/post/25810108-th-67教練直升機 （页面存档备份，存于）